# تپه رکان
تپه رکان مربوط به عصر آهن است و در شهرستان بیله‌سوار، بخش قشلاق دشت، دهستان قشلاق شرقی، روستای بابک واقع شده و این اثر در تاریخ ۱۲ شهریور ۱۳۸۶ با شمارهٔ ثبت ۱۹۴۳۷ به‌عنوان یکی از آثار ملی ایران به ثبت رسیده است.